# Liopropoma santi
Liopropoma santi hay còn được biết đến với tên gọi tiếng Anh là Golden Basslet là một loài cá trong chi Liopropoma thuộc họ Cá mú. Đây là một trong những thành viên nhỏ nhất của gia đình họ cá mú, chúng được tìm thấy ở cả Thái Bình Dương và Đại Tây Dương. Mặc dù có khả năng thích nghi tốt với điều kiện nuôi nhốt, tuy nhiên rất hiếm khi thấy loài cá này được bán. Cơ thể chúng có một màu vàng óng ả đặc biệt, cộng thêm với việc rất khó đánh bắt khiến cho giá thành của chúng rất cao. Mỗi con cá Basslet hiện nay được bán ra với giá khoảng 8.000USD/con.